# Paimiraihu
Paimiraihu war ein altägyptischer Bildhauer („Oberster der Bildhauer“), der am Ende der 19. Dynastie des Neuen Reiches unter den Pharaonen Siptah und Tausret (1198–1190/88 (1194/93–1186/85) v. Chr.) in Theben-West tätig war.
Paimiraihu ist heute nur noch von einer Stele bekannt, die heute im Kunsthistorischem Museum in Wien aufbewahrt wird. Auf der Stele wird Paimiraihu gezeigt, wie er die vergöttlichte Königin Iahmes-Nefertiri anbetete. Diese war die Schutzpatronin der zu Theben gehörenden Arbeitersiedlung von Deir el-Medina. Es ist anzunehmen, dass Paimiraihu dort lebte.